# Aloe woodii
Aloe woodii é uma espécie de liliopsida do gênero Aloe, pertencente à família Asphodelaceae.